# Longtou'an
Longtou'an är en ort i Kina. Den ligger i provinsen Hunan, i den södra delen av landet, omkring 270 kilometer väster om provinshuvudstaden Changsha. Antalet invånare är 2 790.
Runt Longtou'an är det ganska tätbefolkat, med 185 invånare per kvadratkilometer. Longtou'an är det största samhället i trakten. I omgivningarna runt Longtou'an växer i huvudsak blandskog.
Genomsnittlig årsnederbörd är 1 960 millimeter. Den regnigaste månaden är maj, med i genomsnitt 337 mm nederbörd, och den torraste är december, med 48 mm nederbörd.